# Sputnik (agencia de noticias)
Sputnik es una agencia de noticias, sitio web de noticias y servicio de radiodifusión del gobierno ruso, creado por la agencia estatal Rossiya Segodnya el 10 de noviembre de 2014. Tiene su centro de operaciones en Moscú, con oficinas regionales en Washington, D. C., El Cairo, Montevideo, Pekín, París, Berlín, Madrid y Río de Janeiro. Según la propia agencia, Sputnik se enfoca en política y economía mundial para un público internacional.
Sputnik es considerada frecuentemente como un medio de propaganda rusa, involucrada en la desinformación. En 2019, la red social Facebook eliminó cientos de páginas en su plataforma que se hacían pasar por sitios de noticias independientes pero que en realidad se encontraban bajo el control de trabajadores de la agencia. Sputnik denunció que la acción era «claramente política en el fondo y, [era] prácticamente censura». En Europa, la agencia es considerada cercana a la extrema derecha en internet y a las conspiraciones, mientras que en Latinoamérica, tiene posiciones cercanas a la izquierda socialista, con posiciones pro-Putin y en contra de Occidente.
Sputnik opera varios sitios web de noticias, con reportajes y secciones de opinión, en 31 idiomas como inglés, español, polaco y serbocroata. Las páginas almacenan más de 800 horas de emisiones de radio diarias, mientras que su servicio de radiodifusión emite las 24 horas.

## Fundación
RIA Novosti fue la agencia internacional de noticias de Rusia hasta el 9 de diciembre de 2013, cuando fue fusionada con la Voz de Rusia para convertirse en Rossiya Segodnya. Dmitri Kiseliov, un presentador de noticias de Rossiya 1, fue designado como presidente de la nueva agencia. Al poco tiempo, anunció que Margarita Simonián se convertiría en redactora jefe. Simonián declaró a The New York Times en 2017 que ella escogió «Sputnik» como nuevo nombre de la agencia «porque pensaba que era la única palabra rusa que tenía una connotación positiva, y todo el mundo lo sabe».
Sputnik fue lanzada el 10 de noviembre de 2014 por Rossiya Segodnya, siendo esta última financiada por RT, propiedad del Gobierno ruso, creada por decreto presidencial el 9 de diciembre de 2013. De acuerdo con Kiseliov, el objetivo de Sputnik era el de llegar a una audiencia mundial «cansada de la propaganda agresiva que promueve un mundo unipolar y que quiere una perspectiva distinta». La agencia afirma que «cuenta lo no contado». Sin embargo, el presidente Vladímir Putin, durante una visita en Moscú al centro de operaciones de la cadena de televisión RT en 2013, declaró que el objetivo de la en ese entonces futura agencia Sputnik y de RT era «romper el monopolio de los medios de información global anglosajones».

## Extensión de Sputnik
Emite información en inglés, español, árabe, chino, idioma alemán y turco. El nombre "Sputnik" ("Спутник") proviene del idioma ruso y su significado es "satélite" o "compañero de viaje". Posee redacciones regionales en El Cairo, Montevideo, Pekín y Washington D. C.. Siguiendo así los modelos de canales de información internacionales como CNN, Al-Jazeera o France Inter[cita requerida]

## Controversias

### Propaganda rusa
La agencia está catalogada como un medio de información propagandístico del gobierno ruso, acercándose de las corrientes conspiratorias de extrema derecha en Europa y de izquierdas en Latinoamérica. Su línea editorial se caracteriza por ofrecer un discurso antisistema, antiglobalización y antiliberal. El objetivo oficial de Sputnik es «decir lo que no es dicho» y de proporcionar información a través un espectro de análisis ruso. Diferentes organismos de control de veracidad de la información han acusado a la agencia Spútnik de difundir información altamente tergiversada con el fin de mejorar la imagen pública internacional del gobierno ruso.
Según la especialista francesa Anne Nivat de análisis de los medias prorrusos (RT y Spútnik), «los rusos quieren proponer la alternativa política y social en todos los países en los que se implantan, en Francia la alternativa adoptada es la de divulgar las tesis de la extrema derecha». Spútnik no busca transmitir información veraz o objetiva sino a divulgar la agenda política del Kremlin.
Para el politólogo francés François-Bernard Huyghe del Instituto de Relaciones Internacionales y Estratégicas, Sputnik celebra «la victoria soviética en Alemania, la buena situación de Rusia, el éxito de Rusia en Siria, etc. Se trata de una propaganda positiva que corresponde a un fuerte apego de la población a las posiciones del gobierno.
Para David Cadier de Instituto Francés de Relaciones Internacionales, es desde las "revoluciones de colores" en el espacio postsoviético y su interpretación hecha por Moscú, que la inversión de Rusia en los medios ha sido parte de un deseo de influir en los procesos políticas en terceros Estados. El Kremlin depende en el extranjero de dos medios que financia, RT y Sputnik, que «abren sus antenas, entre otros, a representantes de partidos extremistas y a los partidarios de las teorías de conspiración. Si bien afirman no estar tripulados por las autoridades rusas, estos medios difunden rumores, información falsa y narrativas estratégicas, la gran mayoría de los cuales están en línea con la agenda de política exterior del Kremlin». El investigador considera que «las modalidades de coordinación de la política de información del Kremlin y la naturaleza de sus interacciones con RT y Sputnik siguen siendo opacas. A veces es difícil distinguir entre quién se ve reflejado en los medios de otra visión del mundo y quién participa en una empresa de desinformación dirigida y organizada en beneficio de objetivos específicos», y que «la influencia de los medios de comunicación rusos Russia Today y Sputnik son considerados así por varios países europeos (Francia, Suecia, Alemania) como una fuente de desestabilización».
En una conferencia de prensa conjunta con Vladímir Putin a finales de mayo de 2017, Emmanuel Macrón acusó a RT y Sputnik de «no comportarse como medios de prensa ni periodistas, sino como medios de influencia, de propaganda y de información falsa, ni más ni menos. Cuando los medios de comunicación difunden falsedades infames, ya no son periodistas, sino medios de influencia». Los dos medios tienen la misma jefa de redacción, Margarita Simonián. Según Nina Bashkatov, periodista especializada en Rusia, esto ocurrió en dos etapas: «fue parte de una tendencia general, en la cual un país moderno debe de tener su propio canal temático de noticias. Al principio, se vio algunas cosas bastante interesantes, una visión diferente de los acontecimientos actuales, ya que sus equipos iban a lugares a los que nosotros no íbamos. Luego, hubo un cambio. Sus periodistas se convirtieron en caricaturas de presentadores estadounidenses». Sin embargo, agrega, que «tampoco hay que caer en la caricatura, no hay un vínculo directo entre Margarita Simonián y el Estado ruso [...] Pero los periodistas son fervorosos, pensando que están complaciendo al gobierno. Además, añade, que el término pudo haber sorprendido a los periodistas de Sputnik que consideran ser un medio de comunicación como cualquier otro porque «son sobretodo que creen en su misión y que lo hacen demasiado, como suele ocurrir entre los rusos». Según Julien Nocetti, investigador del Instituto Francés de Relaciones Internacionales, los periodistas de Sputnik consideran normal y no desafortunado que los medios de comunicación nacionales reflejen el punto de vista del Estado.
La cobertura de la guerra siria en colaboración con personalidades blogueras abiertamente afines a la intervención rusa y al gobierno de Bashar al-Ásad como Vanessa Beeley o Eva Barlett han avivado fuertes críticas de la parte de otros medios de comunicación y personalidades políticas . Una colaboración que busca des-incriminar las exacciones militares, en particular rusas y sirias, y presentar estos últimos como actores humanitarios y pacificadores. Estas coberturas mediáticas ignoran por completo los numerosos crímenes de guerra reportados por la ONU. Una cobertura mediática similar fue llevada a cabo durante el conflicto del Donbáss.
En abril de 2018, el periodista John Stanton, quien fue corresponsal de Sputnik en el Pentágono por dos años, publicó un informe muy crítico en contra de Sputnik News, Sputnik Radio y RIA Novosti, en donde declara que ambas organizaciones formaban parte de una operación rusa de guerra informativa más grande. Sus hallazgos públicos fueron parte de una investigación interna para el gobierno estadounidense mientras aún trabajaba para Spuntik.
En mayo de 2018, el sitio web del noticiero NewsHour de la cadena de televisión pública estadounidense PBS publicó un artículo escrito por Elizabeth Flock en la cual se afirma que los informes de Sputnik News y Sputnik Radio «parecían destinados a polarizar» y «distraer y confundir» después de que Flock los escuchase en una radio local afiliada a Sputnik por una semana. En una visita a la estación, ella descubrió «una imagen más rara de lo que me esperaba, una en la que empecé a entender lo persuasiva que puede ser la desinformación». Según Flock, Stanton le dijo «combinan lo real con lo irreal, emplean fuentes dudosas». Fue difícil para él de señalar el problema real porque «sería inútil», ya que «establecer lo que se podía considerar como desinformación era muy difícil», concluyó ella.
La revista Foreign Policy describió a Sputnik como un medio de propaganda del Kremlin astuto y con buen éxito en internet, el cual «combina el nacionalismo revanchista del presidente Vladímir Putin para una audiencia internacional... tocando un predecible tambor de retórica anti-Occidente».

### Desinformación

#### Cobertura europea y respuestas
Ben Nimmo, en un reporte para el Centro para el Análisis de Política Europea (CEPA), dijo que las entrevistas de Sputnik para sus servicios dirigidos a Europa del Este abarcan un determinado grupo de políticos, especialmente aquellos conocidos por sus posturas rusófilas (Tatjana Ždanoka en Letonia) o anti-Unión Europea (Janusz Korwin-Mikke en Polonia). Estos dos políticos tienen baja popularidad en sus países de origen; Korwin-Mikke recibió apenas un 3% en las elecciones presidenciales de Polonia en mayo de 2015, mientras Ždanoka está vetada de ocupar cargos públicos por su oposición a la independencia de Letonia de Rusia. Sputnik difundió una noticia falsa de que Angela Merkel, canciller de Alemania, se había tomado un selfi con un sospechoso del Estado Islámico.
Según Kevin Rothrock, editor de Global Voices para Rusia, Sputnik «actúa como un saboteador para perturbar o censurar información poco favorable para Rusia, como la supuesta participación del Ejército ruso en la guerra con Ucrania». Se realizaron comparaciones históricas entre la plataforma y Pravda, el antiguo periódico oficial del Partido Comunista de la Unión Soviética, en especial la supuesta apología de Sputnik a Iósif Stalin y el el negacionismo de la hambruna que tuvo lugar en Ucrania de 1932 a 1933, también conocida como Holodomor.
Michael Thumann, periodista y autor alemán, describe a Sputnik como parte de lo que él llama una «guerra de la información digital contra Occidente». Peter Pomerantsev, en un artículo para el Sunday Times de Londres, comentó que, en las elecciones alemanas de 2017, Sputnik tenía una posición negativa o neutral acerca de los partidos políticos del país, con la excepción del partido de derecha nacionalista Alternativa por Alemania.
Aleksandr Podrabínek, un periodista ruso que trabaja para Radio Francia Internacional (parte de France Médias Monde, propiedad del Estado francés) y Radio Liberty (supervisada por la Broadcasting Board of Governors, una agencia independiente del gobierno federal estadounidense) acusaron a Sputnik de difundir propaganda estatal rusa al exterior. En una votación en la que se instaba a la Unión Europea de «responder a la guerra de la información de Rusia», el Parlamento Europeo acusó a las plataformas Sputnik y RT de realizar una «guerra de la información», y situó a los medios de comunicación rusos junto a organizaciones terroristas como el Estado Islámico. La agencia federal Rossotrudnichestvo y la Fundación Russkiy Mir también fueron consideradas herramientas de propaganda rusa. Según un estudio de la Universidad Masaryk, Sputnik es una de las principales fuentes de propaganda rusa en la República Checa.
En 2016, Wilheml Ungem un portavoz de los servicios de inteligencia suecos, acusó a Sputnik de difundir «propaganda y desinformación». Para un experto de comunicaciones que trabaja para la Comisión Europea, «el Estado ruso creó un sistema de desinformación planificada y organizada que busca deslegitimizar a la Unión Europea y propagar la idea de que los países occidentales están al borde del caos. [...] Los periodistas rusos que entrevistamos, los cuales trabajan en canales de televisión pública, tienen un concepto diferente de noticias: dicen que su país está involucrado en una nueva Guerra Fría y que su trabajo no es de buscar los hechos». Además, en 2017, Sputnik, en una respuesta apresurada a una declaración alarmista de la policía local, publicó un artículo sobre el «caos» desatado en Hamburgo por las protestas en torno a la cumbre del G20, el cual se encuentra ilustrado por una foto que en realidad fue tomada en Seúl en 2016, durante las protestas que llevaron a la destitución de la presidenta coreana Park Geun-hye. El artículo se actualizó con una foto corregida dos días después.
El servicio francés de Sputnik muestra una imagen apocalíptica de Francia y del resto de Europa intensificada por incidentes violentos, especialmente tras el incidente Théo y casos relacionados que ocurren en los suburbios. De esta manera, Sputnik escogió títulos chocantes como «Agresiones sexuales en Europa: ¿nuevas tradiciones de Nochevieja?», «Francia sodomizada» y «Elecciones presidenciales francesas: ¿el "genocidio" de las élites políticas?».
Sonia Devillers declaró en France Inter que Sputnik difundía «rumores a veces extremadamente consporanóicos o groseros» con «menciones que dejan en claro que la redacción de Sputnik no está en posición de verificar sus informaciones». Al ser entrevistada por L'Express, Nina Bachkatov notó que las candidaturas a las elecciones presidenciales de 2017 de Marine Le Pen y de François Fillon, que ambos expresaron posiciones de apoyo a la política exterior del Kremlin, recibieron un trato más amigable que la de Emmanuel Macron. En los últimos días antes de la segunda vuelta, Sputnik fue uno de los medios de comunicación criticados por el círculo de Macron después de que la plataforma difundiera un rumor sobre una cuenta bancaria off-shore en las Bahamas ocultada por el candidato. Estas acusaciones son negadas por Sputnik, el cual no mencionó el caso hasta después de que Macron presentara una denuncia por la divulgación de noticias falsas y falsedades. En 2019, Sputnik publicó una declaración falsa de Marlène Schiappa creada por una cuenta paródica de Twitter denominada «Journal de l'Élysée». El artículo fue retirado 15 minutos después, según Sputnik. Unas semanas más tarde, la agencia retomó rápidamente la interpretación ampliamente compartida en las redes sociales de un video que mostraba a un directivo del club ganador de la Copa de Francia négandose a estrechar la mano de Macron, aunque más tarde se supo que ambos hombres ya se habían estrechado la mano fuera de cámaras.
En agosto de 2016, Sputnik abrió sus oficinas en Edinburgo, Escocia, las cuales funcionan como su base de operaciones en el Reino Unido. La agencia creó su estudio de radio y su corresponsalía allí. Alexander Mercouris, un abogado inhabilitado por afirmar falsamente de haber sido secuestrado y por intento de soborno, fue descrito por Sputnik como un «experto de relaciones internacionales residente en Londres».
Un informe del Instituto Sueco de Relaciones Internacionales publicado en enero de 2017 descubrió que la edición sueca del sitio web Sputnik News era uno de los principales medios empleados por el Gobierno ruso para difundir información falsa en Suecia, además de mediatizar documentos publicados en sitios web rusos y suecos poco conocidos que al final resultaron ser falsificaciones. Según el reporte, Sputnik News se enfocaba frecuentemente en publicar noticias negativas sobre la OTAN y la UE, al margen del interés de la política exterior de Rusia de minimizar el papel de la OTAN en los países bálticos y dejar a Suecia fuera de la organización. De acuerdo con un análisis de investigación realizado por Martin Kragh y Sebastian Asberg en el Instituto Sueco de Relaciones Internacionales encontró que la versión sueca de Sputnik se enfocaba en retratar a Rusia bajo ataque de los gobiernos agresivos de Occidente, describiéndose a la UE como en un «declive terminal» y a la OTAN como una amenaza militar peligrosa. Se creía que estos esfuerzos cambiarían la forma en que el público en Suecia percibía a su gobierno y a la UE. La versión sueca operó por un año, desde abril de 2015 hasta mediados de 2016, cuando se vio obligada a cerrar y ser eliminada de la plataforma en ese año.
En junio de 2019, se descubrió que la versión de Sputnik en serbocroata se había infiltrado en un centro de desinformación en Bosnia. Estos hallazgos fueron publicados por la plataforma de verificación de noticias reconocida al nivel internacional Raskrinkavanje, la cual realizó informes del sesgo de Sputnik para la difusión de desinformación en un documento de 106 páginas.
En 2015, para contraarrestar la influencia de los medios estatales rusos, la Unión Europea creó el East StratCom Team, compuesto por un grupo de once especialistas en comunicaciones, con el fin de proteger los valores democráticos, de poner en relieve los éxitos de la UE en los países de Europa Oriental (Ucrania, Georgia, Moldavia) y de exponer la desinformación mediante una red de voluntarios. Sin embargo, según el diario La Croix, esta organización parece «desproporcionada», con respecto al poder de un medio como RT, que cuenta con un presupuesto anual de € 275 millones.

#### Cobertura en el Medio Oriente
El gobierno ruso usa a Sputnik y a RT Arabic para promover sus objetivos de política exterior mediante la «guerra de la información». Rusia intentó incrementar su poder y presencia en el Medio Oriente así como reducir la influencia de Estados Unidos en la región, luchar contra el terrorismo y establecer alianzas en Siria con Bashar al-Ásad.
En abril de 2017, Sputnik y RT apenas brindaron información sobre el ataque químico de Jan Sheijun en Siria. Durante estos ataques, ambas plataformas no informaron sobre el incidente; no se realizó cobertura alguna a los sobrevivientes ni a sus testimonios, ni tampoco registraron los antecedentes de violencia en el área como masacres, bombardeos y ataques químicos que ocurrieron durante el régimen sirio. Después de la masacre, Sputnik y RT cuestionaron ampliamente la causa de esta a través de informes diarios; se citaba frecuentemente información falsa y faltante ya que no se dieron a conocer las identidades de los supuestos «expertos» mencionados por las plataformas, y se reportaban falsamente versiones alternativas del hecho en las que se afirmaba que los ataques habían sido realizados por los Cascos Blancos, una organización civil de voluntarios sirios. El periodista Finian Cunningham declaró que los Cascos Blancos eran «conductos de propaganda de los grupos terroristas de Al-Qaeda», lo cual contribuyó a la polémica y a las noticias negativas que recibió tal organización. Los informes publicados por Sputnik en ese entonces eran considerados sesgados y no estaban respaldados por expertos ni fuentes fiables. Estas declaraciones fueron compartidas por Sputnik y RT a través de las redes sociales así como también en otros medios de noticias que apoyaban al régimen sirio.

#### Cobertura en Estados Unidos

##### Trump y Clinton
Según Michael McFaul, exembajador de Estados Unidos en Rusia en un informe para The Washington Post, durante la campaña electoral de 2016, Sputnik públicamente dejó en claro su preferencia por el entonces candidato republicano a la presidencia Donald Trump sobre la candidata demócrata Hillary Clinton.
De acuerdo a una noticia falsa difundida por Sputnik, el Estado Islámico habría sido creado tanto por Clinton y como por el entonces presidente Barack Obama. La plataforma elogió a Trump por haber realizado tal afirmación antes de su elección en 2016. Sputnik, además, publicó un artículo titulado «Un expediente secreto confirma la afirmación de Trump: Obama y Hillary "fundaron el Estado Islámico" para derrocar a Assad», mientras el sitio web lo promocionaba en Twitter usando el numeral #CrookedHillary («Hillary corrupta»). Trump, así mismo, revivió otra desacreditada teoría de conspiración promovida por Sputnik en la cual Google estaba eliminando noticias negativas sobre Clinton.
En octubre de 2016, Sputnik citó indebidamente un artículo escrito por Kurt Eichenwald para Newsweek atribuyendo erróneamente comentarios al confidente de Clinton, Sidney Blumenthal (quien citó a Eichenwald en un correo electrónico no verificado publicado por Wikileaks). El artículo fue eliminado por la plataforma tiempo después. En el momento fueron cuestionados los aspectos de su historia en relación con Trump. Más adelante, Sputnik publicó otro artículo en donde supuestamente negaba que el Kremlin tuviera control sobre la agencia y en donde atacaba a Newsweek y a Eichenwald. Este último escribió que el equipo de campaña de Trump había enviado por correo electrónico a los periodistas un enlace del artículo de Sputnik pidiéndoles que le hicieran seguimiento a la historia. El autor del artículo, Bill Moran, demandó con éxito a Newsweek afirmado que Eichenwald había empleado sobornos y amenazas.
La revista Forbes informó que Sputnik International había publicado noticias y declaraciones falsas sobre Josh Earnest, entonces portavoz de la Casa Blanca, durante las elecciones presidenciales de 2016. Sputnik informó falsamente el 7 de diciembre de 2016 que Earnest había afirmado que se estaban considerado sanciones a Rusia en relación con Siria, citando falsamente a Earnet de decir «Hay varias cosas que se deben considerar, dentro de ellas algunas de las sanciones financieras que Estados Unidos puede gestionar en coordinación con nuestros aliados. Definitivamente no lo descartaría». Forbes analizó la rueda de prensa de Earnest de esa semana y descubrió que la palabra «sanciones» nunca fue usada por el portavoz. Durante la conferencia de prensa, se discutió el tema de Rusia en 8 ocasiones pero nunca se mencionó el tema de las sanciones; la conferencia se centró únicamente en los bombardeos aéreos de Rusia en Siria en contra de los rebeldes que luchan en contra del presidente sirio Bashar Al-Ásad en Alepo.
El periodista Lee Stranahan fue contratado por Sputnik News después de su salida de Breitbart News y, según el periódico The Washington Post, es «el simpatizante de Trump más visible de Sputnik». A inicios de 2020, durante el proceso de destitución del presidente Trump, Stanahan declaró «el [proceso] entero de destitución es una farsa». The Washington Post informó que «muchos presentadores de Sputnik son escépticos de que Rusia haya interferido en las elecciones presidenciales de 2016», en contradicción con los hallazgos de la comunidad de inteligencia de Estados Unidos.

##### Testimonio de Andrew Feinberg
El 26 de mayo de 2017, Andrew Feinberg, quien ejercía como corresponsal de Spuntik en la Casa Blanca desde la llegada de Donald Trump a la presidencia, anunció en Twitter que ya no seguiría trabajando para la agencia. Declaró que sus direcivos se enfocaban más en contratar «propagandistas» que «periodistas reales». En un twit, explicó la política de adjudicación de artículos de Sputnik: «Lo cierto es que no quieren que sus periodistas tengan su propia reputación, porque una mentira es más fácil [de difundir] si no tienen créditos». En una entrevista para The Washington Post, «es el hecho de que si las historias no tienen créditos [de autor] y nadie se hace responsable por sus contenidos, entonces se puede publicar cualquier cosa». Sputnik, en un comunicado a The Washington Post, acusó a Feinberg de realizar «acusaciones falsas» y expresó «la esperanza de que su abundante imaginación no crease más teorías conspirativas sobre Sputnik».
Feinberg, hablando de su estadía en Sputnik, declaró que los editores de la agencia le instruyeron redactar historias y realizar preguntas en las conferencias de prensa de la Casa Blanca sobre la teoría conspirativa que involucra el asesinato de Seth Rich, funcionario del Comité Nacional Demócrata en Washington, y su relación con la filtración de documentos del Comité por Wikileaks. Feinberg hizo notar su incomodidad: «no había ninguna base factual para hacer eso». La policía del distrito de Columbia sospechaba que Rich había sido asesinado durante un asalto. Feinberg creía que los editores querían trasladar la culpa de la filtración de los documentos del Comité de los hackers rusos a Rich. Así mismo, anteriormente Sputnik había publicado artículos promoviendo teorías conspirativas sobre la muerte de Rich.
En una entrevista con Brian Stelter para CNN, Feinberg declaró que la jefatura de Sputnik insistía en autorizar o dictar las preguntas que él realizaría en las conferencias de prensa de la Casa Blanca, y que querían que hiciera preguntas para dar a entender que el ataque de gas sarín en Siria de abril de 2017 era una farsa: «Me pidieron que haga preguntas a la Casa Blanca que enmarcaran el tema de tal manera que hiciera parecer que el ataque no ocurrió, que fue montado». En concreto, se le pidió que planteara en la Casa Blanca las afirmaciones hechas por Ted Postol cuestionando la responsabilidad del gobierno sirio en el ataque. En esa ocasión, Feinberg no fue convocado. En un artículo del periodista para la plataforma Político de agosto de 2017, Feinberg concluyó que «la misisón [de Sputnik] no era el de informar las noticias tanto como lo sería impulsar un discurso que o bien sembrase dudas sobre situaciones que no fueran favorables para Rusia o sus aliados, o bien dañase la reputación de Estados Unidos y sus aliados».

#### Facebook y Twitter
En octubre de 2017, la red social Twitter prohibió tanto a RT como a Sputnik de comprar publicidad en su plataforma después de la publicación en enero de un informe de inteligencia estadounidense el cual se afirma que ambas agencias fueron usadas como herramientas para la interferencia del gobierno ruso en las elecciones presidenciales de Estados Unidos de 2016. Este hecho rápidamente provocó la réplica de la portavoz María Zajárova del Ministerio de Asuntos Exteriores, en el cual denuncia que la prohibición era una «grave violación» de los derechos de libertad de expresión. «Habrán medidas de represalia». En noviembre, el presidente de Alphabet Inc., Eric Schmidt, anunció que Google retiraría artículos de RT y de Sputnik como respuesta a sus contenidos «conflictivos» y a las acusaciones de interferencia electoral por parte del gobierno de Vladímir Putin, lo cual provocó denuncias de censura de ambos medios.
Con el fin de reducir la propagación de la desinformación, Facebook y Google añadieron herramientas de verificación de noticias en sus plataformas. En enero de 2019, Facebook eliminó 289 páginas y 75 cuentas por ser usadas como herramientas de desinformación por parte de Sputnik en la plataforma. Las páginas eliminadas se promocionaban a sí mismas como sitios de noticias independientes de Europa Oriental y de otros países pero en realidad eran gestionados por trabajadores de Sputnik. Este hecho formó parte de una serie de medidas tomadas por Facebook en contra de la desinformación por parte de Rusia. Junto con otros medios de comunicación chinos y rusos, Twitter añadió la etiqueta «medio de comunicación estatal» a la cuenta de Sputnik.

#### COVID-19
Durante la pandemia por COVID-19, Sputnik fue uno de los medios rusos que difundían contenido propagandístico y noticias falsas al exterior. La agencia reportó por Facebook y Twitter que «lavarse las manos es inútil» para evitar contagiarse de SARS-CoV-2. Su servicio inglés llamó de «tendencias autoritarias» en Europa las medidas de contención del virus tomadas por los gobiernos de la región.

### Prohibiciones y restricciones internacionales
En marzo de 2016, las autoridades turcas bloquearon el acceso al contenido de Sputnik y, además, denegaron la llegada al país a Tural Kerimov, jefe de corresponsalía turca de la agencia. El hecho posiblemente haya sido una respuesta a los comentarios realizados por dirigentes rusos que criticaban al presidente Recep Tayyip Erdoğan por el mal historial de derechos humanos y libertad de expresión que posee el gobierno turco. La plataforma fue desbloqueada en ese mismo año. En 2018, la agencia cerró su sitio web en idioma kurdo sin mencionar ninguna razón en particular. Los antiguos trabajadores de Sputnik declararon que el cierre fue hecho a pedido del gobierno turco por el movimiento político antikurdo y las políticas pro-Putin de Erdoğan.
En julio de 2019, el Ministerio de Relaciones Exteriores y de la Mancomunidad de Naciones del Reino Unido prohibió tanto a RT como a Sputnik de asistir a la Conferencia Global para la Libertad Mediática en Londres por «sus papeles activos en difundir la desinformación». La embajada rusa tildó la decisión de «discriminación directa por motivos políticos». El East StratCom Team del Servicio Exterior de la Unión Europea y otros verificadores de noticias independientes documentaron nuevas casos de información falsa publicados por RT y Sputnik.
En enero de 2020, las oficinas de Sputnik en Estonia fueron clausuradas después de que la policía advirtiera sobre posibles cargos penales a sus periodistas. La maniobra por parte del gobierno de Estonia se debe al anuncio de sanciones impuestas contra Dmitri Kiseliov por parte de la Unión Europea. Además, los bancos estonios congelaron cuentas ligadas a Sputnik en octubre de 2019.